# The American (film, 1927)
Pour les articles homonymes, voir American.
The American est un film américain réalisé par James Stuart Blackton, sorti en 1927.

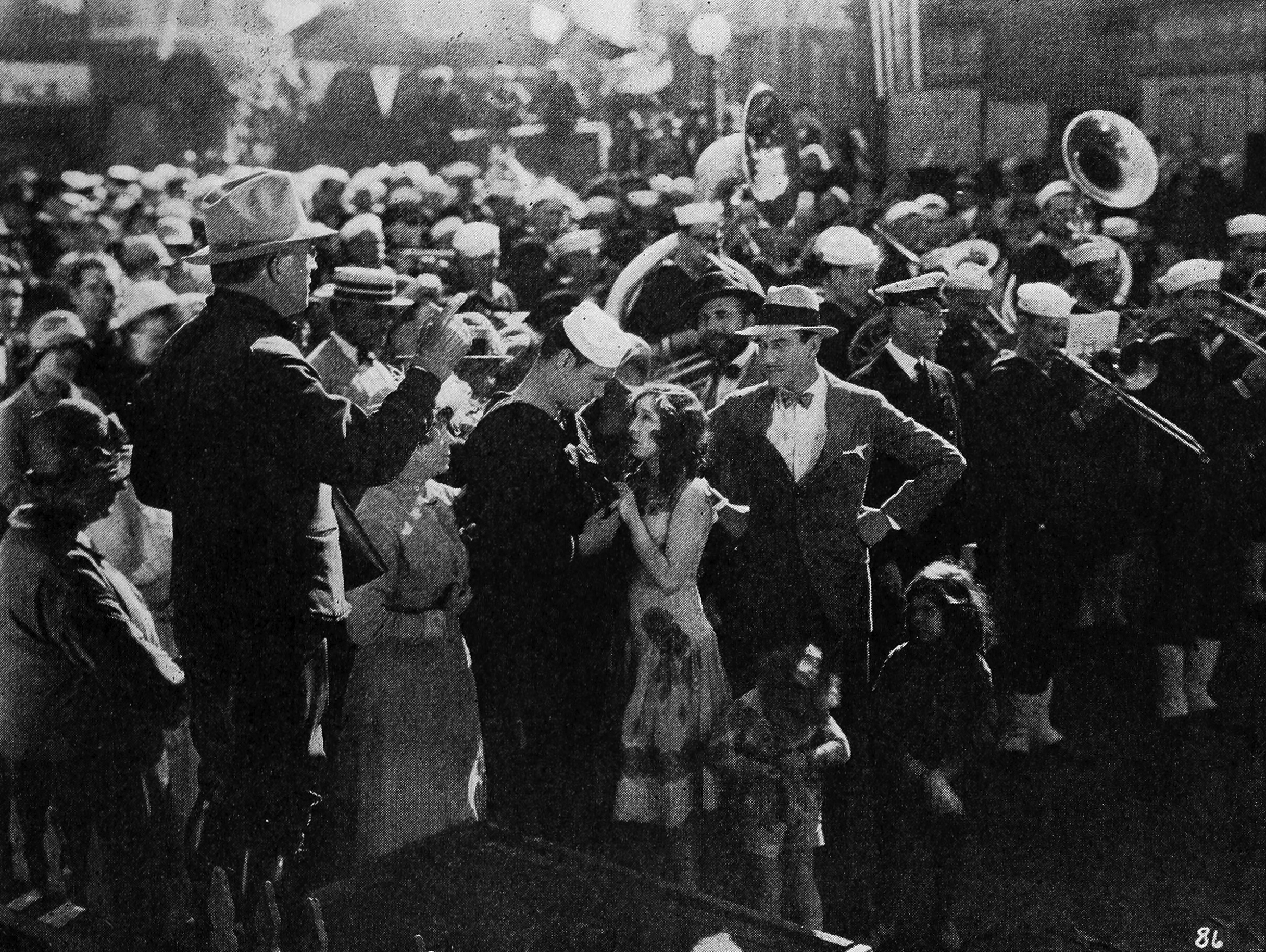
Une scène du film.

Il a été tourné avec le procédé expérimental widescreen (Format écran large) de Natural Vision, developpé par George K. Spoor et P. John Berggren, mais n'a pas été projeté en salle dans ce format.

## Synopsis
Seref revient dans son pays d'origine après de nombreuses années passées en Amérique où il est devenu milliardaire. Vingt ans auparavant, il avait perdu sa petite amie au profit de son meilleur ami, et avait été mis en prison. Il avait trouvé un moyen de s'échapper en se rendant en Amérique, le pays des rêves, où il est devenu un homme d'affaires  riche, connu sous le nom de Seref le Turc. Lorsqu'il revient dans son pays en tant qu'Américain, même s'il a l'intention d'y faire des affaires, ses intentions sont de se venger.

## Fiche technique
- Autre titre : The Flag Maker[3]
- Réalisation : J. Stuart Blackton

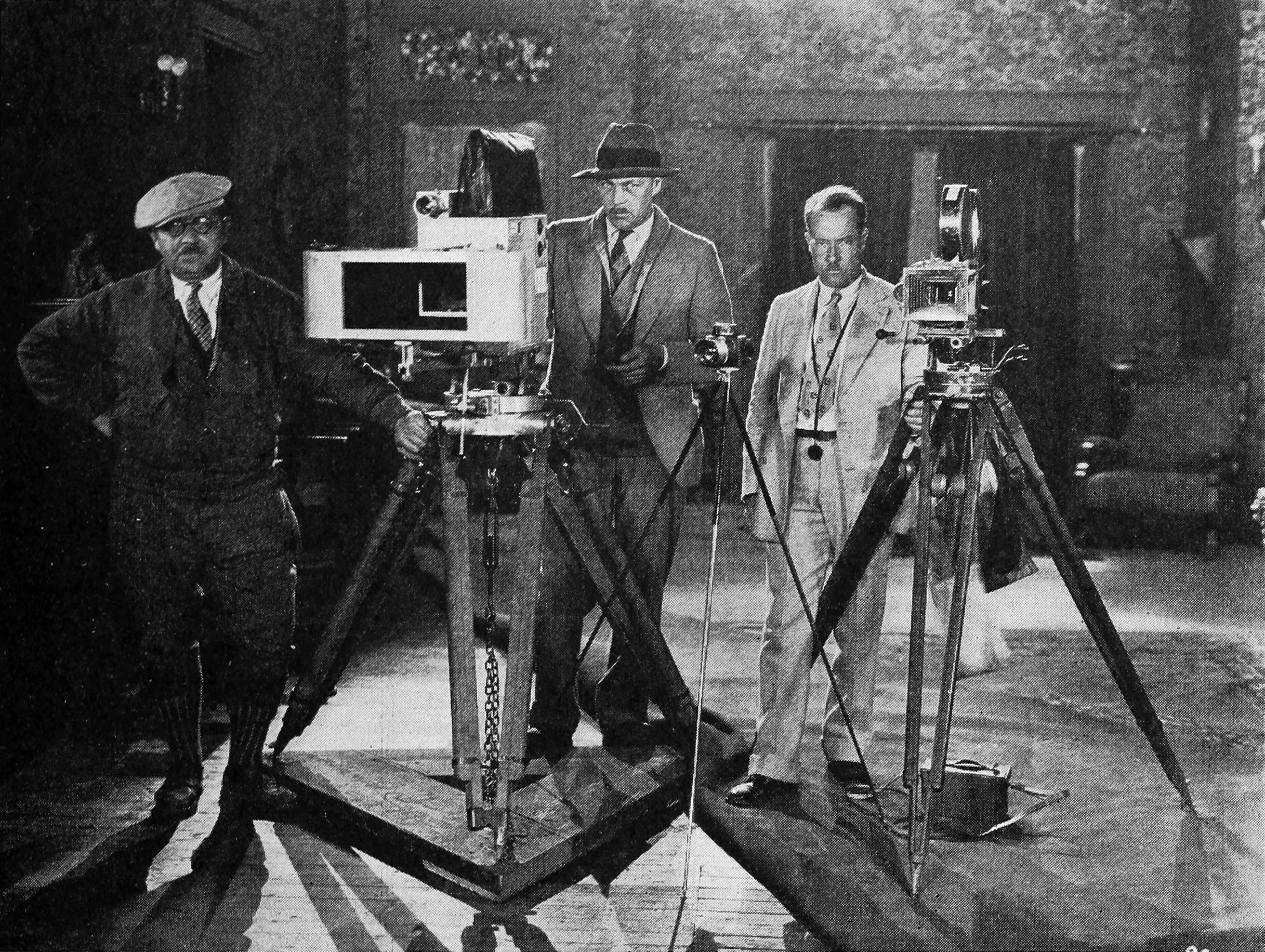
Conrad Luperti, Marvin W. Spoor, William S. Adams, photo du tournage du film.

- Scénario : Marian Constance Blackton d'après l'histoire The Flag Maker de Jewel Spence
- Producteur : George K. Spoor
- Photographie : Conrad Luperti, Marvin W. Spoor, William S. Adams
- Genre : Drame[3]
- Production : Natural Vision Pictures
- Durée : 6 bobines[3]
- Date de sortie : 1927

## Distribution

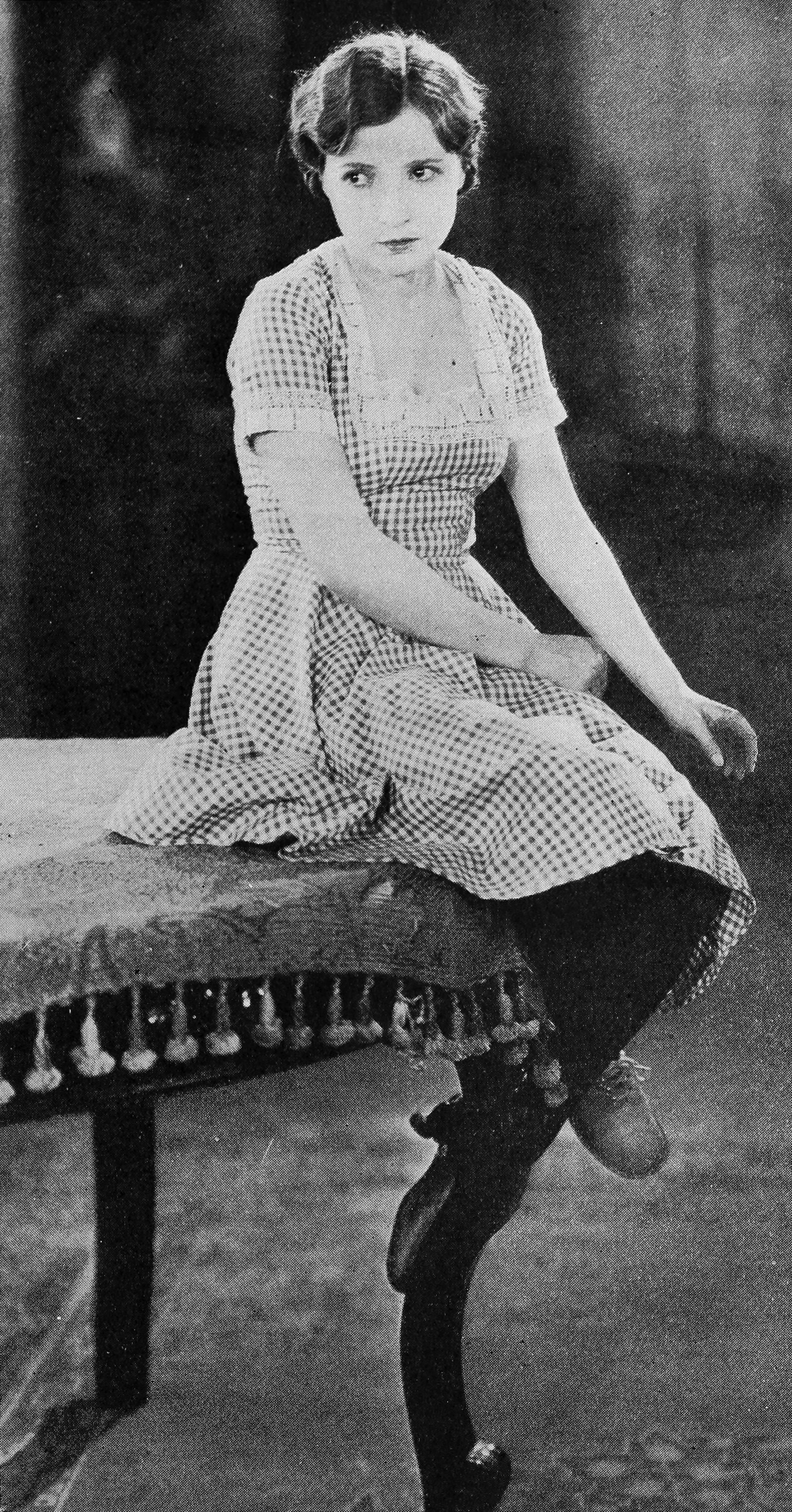
Bessie Love dans le rôle de Jane Wilton

- Bessie Love : Jane Wilton
- Charles Ray : Bill Smith
- Ward Crane
- Evelyn Selbie : Mrs. Williams
- Maurice Murphy : Bobby Williams
- Dick Brandon : Niles Wilton
- J. P. Lockney
- Banks Winter : the Postmaster[4]